# Festival della scienza
Il Festival della scienza è uno dei più importanti eventi di divulgazione scientifica presente sul territorio italiano e conosciuto a livello internazionale.
La rassegna nasce nel 2003 e si tiene annualmente tra fine ottobre e inizio novembre a Genova, dove presenta conferenze, mostre, laboratori, percorsi interattivi e spettacoli coerenti con il tema di ciascuna edizione.

## Storia
Il Festival della scienza è nato nel 2003 come prologo dell’elezione della città di Genova al ruolo di capitale europea della cultura.
È uno dei primi e più popolari festival di divulgazione scientifica al mondo insieme all’Edinburgh Science di Edimburgo in Scozia e al World Science Festival di New York negli Stati Uniti. Il fisico Brian Greene, co-fondatore del World Science Festival, ha affermato di aver trovato l’ispirazione visitando il Festival della Scienza di Genova nel 2005.

## Organizzazione
Dal 2003 la manifestazione è organizzata dall'Associazione Festival della Scienza, in cui sono attivamente coinvolti enti scientifici nazionali, enti pubblici locali e alcune aziende del territorio, oltre al Comune di Genova e al Consiglio Nazionale delle Ricerche in quanto soci fondatori. Attualmente l’associazione è quindi composta dalla Camera di commercio di Genova, dal Centro Ricerche Enrico Fermi, da Confindustria Genova, da Costa Edutainment, dal Gran Sasso Science Institute, dall'Istituto Italiano di Tecnologia, dall'Istituto Nazionale di Geofisica e Vulcanologia, dall'Istituto Nazionale di Astrofisica, dall'Istituto Nazionale di Fisica Nucleare, da Regione Liguria e dall'Università di Genova.
Dalla prima edizione a oggi sono stati coinvolti oltre diecimila animatori retribuiti, che hanno il compito di accogliere e guidare il pubblico attraverso gli eventi del festival.

## Riconoscimenti
Nel 2006 il Festival è stato selezionato tra le dieci migliori manifestazioni in 31 paesi nel campo della promozione della cultura scientifica e tecnologica a livello europeo.
Nel 2011 ha vinto il Festival of Festival award per le categorie “Best poster” (miglior manifesto) e “Straight to the audience” (migliori azioni di conquista e fidelizzazione del pubblico).
Nel 2017 ha ricevuto una targa dal Presidente della repubblica Sergio Mattarella. L’anno successivo, la presidenza della Repubblica ha conferito al Festival della Scienza la medaglia come premio di rappresentanza.

## Edizioni

### 2003 Oltre

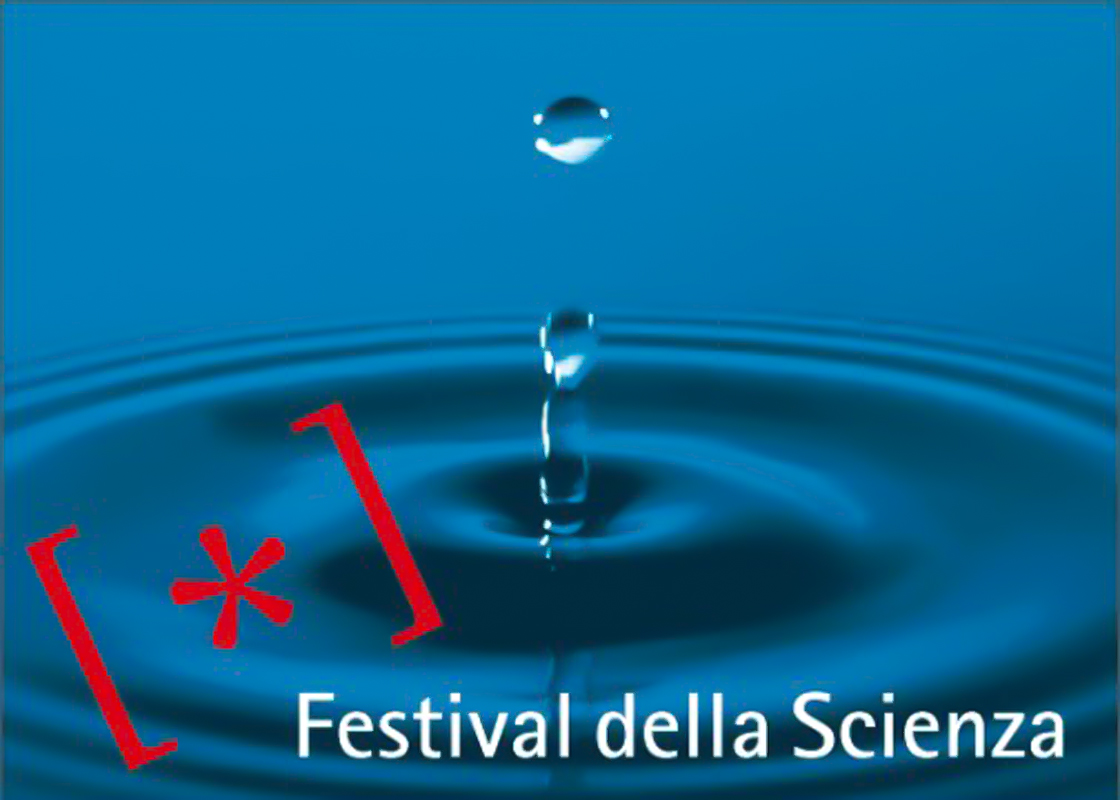
Il logo del primo festival

Nella sua prima edizione, dal 23 ottobre al 3 novembre 2003, il Festival della scienza ha affrontato il tema dell'interdisciplinarità della ricerca, condensandone il significato nella parola Oltre.
Fra le lectio magistralis dei relatori: Niles Eldredge, evoluzionista; Ian Tattersall, paleontologo; Luigi Luca Cavalli-Sforza, genetista; Edoardo Boncinelli, biologo e Margherita Hack, astrofisica. Si è tenuta una conferenza sulla scienza di Harry Potter, e performance teatrali come l'opera di Michael Nyman L'uomo che scambiò sua moglie per un cappello, tratta dall'omonimo libro di Oliver Sacks.
In questa occasione sono state ideate le prime esibizioni interattive, che poi diventeranno una caratteristica del Festival.
La prima edizione della rassegna ha riscontrato un totale di 136.000 presenze. Inoltre, ci sono stati 180 ospiti ed eventi in 45 luoghi diversi.

### 2004 Esplorazione
Nella seconda edizione, svoltasi dal 28 ottobre all'8 novembre 2004 nel quadro delle manifestazioni per Genova capitale europea della cultura e tra gli eventi della Settimana della Cultura Scientifica Europea (ESW), il festival ha affrontato il tema dell'Esplorazione.
Tra i relatori: il matematico John Barrow, l'antropologo Marc Augé, il neurobiologo Semir Zeki, e lo scienziato cognitivo Jean-Pierre Changeux. Ospite anche il chimico Carl Djerassi, inventore della pillola anticoncezionale e autore di romanzi e testi teatrali, che a Genova ha presentato una pièce su Il sesso nell'epoca della riproduzione meccanica.
L'edizione ha registrato un totale di 165.000 presenze, 212 ospiti, 250 eventi diffusi in 44 luoghi.

### 2005 Frontiere
La terza edizione del Festival della scienza, dal 27 ottobre all'8 novembre 2005, è stata dedicata al tema delle Frontiere.
La kermesse è stata inaugurata da una lectio magistralis del premio Nobel per la fisica Robert Laughlin e prosegue con interventi, tra gli altri, del cosmologo Martin Rees, del matematico padre dei frattali Benoît Mandelbrot, dello scienziato Craig Venter, del teorico della terza cultura John Brockman.
Tra gli eventi proposti: la prima de I figli dell'Uranio di Peter Greenaway, progetto dedicato ai "figli" dell'uranio (che ne hanno previsto la scoperta, che l'hanno resa possibile, che ne hanno sfruttato le applicazioni, che ne hanno subito le conseguenze) e la mostra Acqua Aria Terra Fuoco dedicata ai quattro elementi.
Il festival si è focalizzato sull'approccio hands on, in cui il pubblico ha possibilità verificare in prima persona le teorie scientifiche, interagendo con oggetti, eventi e installazioni.
Questa edizione ha riportato: 216.000 presenze, 300 ospiti, 250 eventi in 73 luoghi.

### 2006 Scoperta
Per la sua quarta edizione, dal 26 ottobre al 7 novembre 2006, il festival ha affrontato il tema della Scoperta.
In occasione della giornata di chiusura del festival, l'UNESCO ha svolto a Genova la Giornata mondiale della scienza per la pace e lo sviluppo, attraverso l'incontro scienza per la pace organizzato in collaborazione con l'IPSO (Israeli-Palestinian Science Organization).
Tra i relatori: Theodor Hänsch, Nobel 2005 per la fisica, Daniel Kahneman, Nobel 2002 per l'economia, Torsten Wiesel, Nobel 1981 per la medicina, oltre a personalità della ricerca e della divulgazione scientifica, dal fisico Fritjof Capra al presidente dell'Accademia francese delle scienze Edouard Brézin, dal teorico della crittografia Artur Ekert alla fisica Lisa Randall, dal biologo evolutivo Robert Trivers al semiologo Umberto Eco.
Tra gli spettacoli proposti: una rilettura del mondo dei numeri di Matematico e impertinente, uno spettacolo con protagonista il matematico Piergiorgio Odifreddi, ispirato a una raccolta di saggi, articoli e riflessioni del ricercatore.
Tra gli eventi espositivi: Matefitness, la Palestra della Matematica in cui scoprirei numeri nelle circostanze quotidiane; e la mostra Specchi, interpretazione del tema dello specchio, strumento dell'indagine scientifica e della speculazione sul sé.
L'edizione si è chiusa con un'affluenza di 250.000 visite. Inoltre, ci sono stati 356 ospiti e 350 eventi distribuiti in 90 luoghi.

### 2007 Curiosità

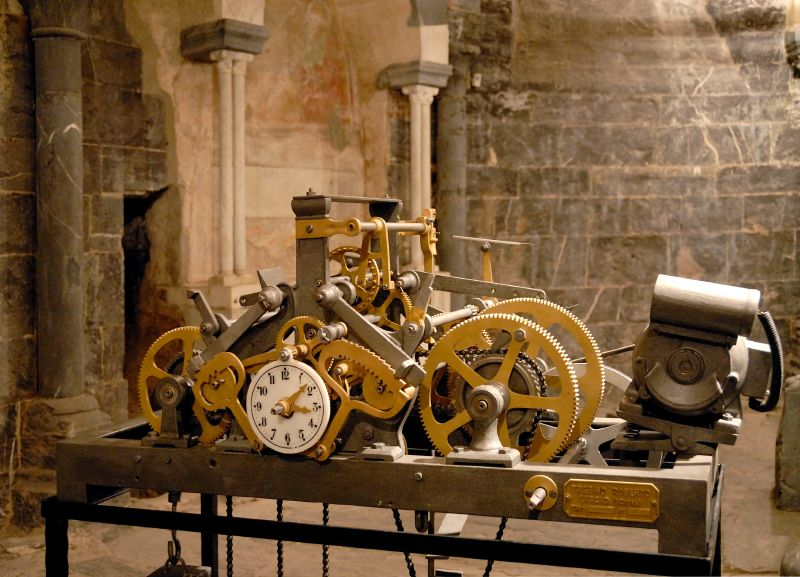
Antico orologio da torre esposto, nel 2007

La quinta edizione del Festival, tenutasi dal 25 ottobre al 6 novembre 2007, ha affrontato il tema della Curiosità.
Dopo l'inserimento del Festival tra le 10 best practices di divulgazione scientifica da parte della Commissione europea, la conferenza stampa di presentazione si è svolta al CERN di Ginevra, alla presenza di Robert Cailliau.
Tra gli eventi espositivi: la mostra Life: a Journey through Time, viaggio sulle tracce dell'evoluzione attraverso gli scatti di Frans Lanting esposti per la prima volta in Italia, cui si affianca l'anteprima di un concerto sinfonico multimediale su musiche composte da Philip Glass; Tomorrow, con opere di artisti e apparati scientifici sulle sfide del riscaldamento globale e dello sfruttamento delle risorse; Space is the place, in cui un quartetto di musicisti – Enrico Rava, Furio di Castri, Jon Balke e Patrice Heral – propone una riflessione in stile jazz sul tema dello spazio profondo.
Fra i relatori: il fisico e matematico Freeman Dyson, la primatologa Jane Goodall, l'etologo e psicologo Marc Hauser, il fisico e filosofo autore di La Vitesse de l'Ombre Jean-Marc Lévy-Leblond, il biologo molecolare Michel Morange, il fisico e comunicatore Lawrence Krauss; il filosofo padre del naturalismo scientifico Hilary Putnam; il premio Nobel per la fisica Jack Steinberger; Marc Abrahams, direttore degli Annals of Improbable Research.
Questa edizione ha riportato: 250.000 visite, 500 iniziative in programma diffuse in 100 luoghi e 343 ospiti.

### 2008 Diversità
La sesta edizione del Festival, dal 23 ottobre al 4 novembre 2008, ha scelto come tema la Diversità.
L'inaugurazione si è tenuta al Wellcome Trust di Londra con la partecipazione dello psicologo Nicholas Humphrey e dello scrittore Ian McEwan, coordinati da Oliver Morton.
Tra gli eventi proposti: la prima esecuzione di Something Connected With Energy, opera di Michael Nyman ispirata ai temi dell'energia. È stata poi esposta la capsula spaziale Soyuz, giunta dalla Russia e aperta al pubblico nel Palazzo Ducale di Genova. Fra le esposizioni: Against Nature?, viaggio alla scoperta dell'omosessualità animale; Oltre i sensi sull'innovazione tecnologica; e percorsi didattici dedicati ai ragazzi proposti da Polizia municipale, Polizia scientifica e Vigili del fuoco.
Fra i relatori: due lectio magistralis, quella del genetista Luigi Luca Cavalli-Sforza e del Nobel 2004 per la Fisica David Gross; e conferenze dell'oncologa Devra Davis, i neurobiologi Jean-Didier Vincent e Catherine Vidal, i climatologi Nigel Tapper e Gabrielle Walker, il microbiologo Kenneth Timmis, il giornalista James Geary, Catia Bastioli, l'astrofisica Giovanna Tinetti, il fisico Fabrizio Lillo, la genetista Elena Cattaneo, lo storico Massimo Livi Bacci.
Il festival ha costituito anche una collaborazione col Wonders/EUSCEA Science Festival (W/E/S/08), invitando il pubblico a eleggere l'esperimento migliore tra quelli proposti da ricercatori di sedici paesi europei (la vittoria va all'università svizzera di Lugano, con il progetto Do Not Watch, Touch!). Tra le altre collaborazioni, quella con l'Associazione Marseille Provence 2013.
La manifestazione ha avuto 250.000 visite, 400 eventi in 68 luoghi e 339 ospiti.

### 2009 Futuro
Per la sua settima edizione, dal 23 ottobre al 1º novembre 2006, il Festival della scienza ha trattato il tema chiave del Futuro.
La rassegna inizia trattando il virus dell'HIV, protagonista della giornata d'apertura con il documentario Historie d'H di Luca Giberti, accompagnato da una conferenza a cui partecipa il premio Nobel 2008 per la Medicina Luc Montagnier.
Tra i relatori in conferenza: Lee Smolin, Jean-Pierre Luminet, Thomas Lucas, Sören Hermansen, Antonio Iavarone, John Cacioppo, Stanislas Dehaene, Sandra Savaglio, Edoardo Boncinelli.
Fra i laboratori: il Telecom Future Lab, l''Incredibile Enel, Questo caldo, caldo, caldo mondo, FantaScienza, Digilandia, la Domus Archimedea, il Polo della Matematica a Palazzo del Principe, Da sei a cento zampe e Beyond. Viene presentato per la prima volta in Italia anche il robot antropomorfo ASIMO.
Fra gli eventi: la performance 2984 al Teatro di Sant'Agostino, ispirata a 1984 di George Orwell, e Piano siderale, concerto di Stefano Bollani nella Sala del Maggior Consiglio di palazzo Ducale. In scena anche Darwin e Fitzroy, viaggiatori per caso, lezione ispirata al libro Questa creatura delle tenebre di Thompson con Luca Bizzarri e Patrizio Roversi. Oltre a In Vitro 09 alla Sala Mercato, sui temi etici legati alla fecondazione, alla clonazione, alle mutazioni transgeniche, e Il Teatro dell'evoluzione, rilettura delle polemiche sull'evoluzionismo, presentata al Teatro Duse da Emanuele Coco e dal leader degli Elio e le Storie Tese. In scena anche Trio concertante nel nome di Galileo, con protagonisti il Nobel Dario Fo, il matematico Piergiorgio Odifreddi e lo storico della scienza Enrico Bellone.
In occasione dell'Anno italo-egiziano della Scienza e della Tecnologia, un'area è stata dedicata al paese nordafricano, con attività interattive, conferenze e la partecipazione di una delegazione di scienziati del paese ospite.
Fra il 4 e il 13 dicembre 2009, Il Festival della scienza ha fatto tappa a Palermo, trasferendo per la prima volta in un'altra città alcuni dei suoi format.
Secondo le statistiche: 200.000 visitatori, 417 eventi in 65 luoghi e 379 ospiti.

### 2010 Orizzonti
L'ottava edizione si è svolta dal 29 ottobre al 7 novembre 2010, avendo come parola chiave Orizzonti. Il tema è stato quello della cooperazione scientifica tra i paesi del bacino del Mediterraneo.
Tra i relatori in conferenza: Riccardo Giacconi (Premio Nobel per la Fisica), Nassim Nicholas Taleb, Gerhard Ertl (Premio Nobel per la Chimica), Paolo De Bernardis, Alva Noë, Semir Zeki, Pier Paolo Pandolfi, Piergiorgio Odifreddi (C'è spazio per tutti), Ian Stewart.
I laboratori e gli spazi espositivi hanno incluso: i Magazzini dell'Abbondanza, Laser, Giotto in 3D, Incredibile Enel, Mediterraneo Dinamico e il Mediterranean Science Garden.
Gli spettacoli per ragazzi sono stati: La danza delle api e Il nuvolo innamorato, oltre a quelli per adulti con Icaro ai confini del tempo, l'opera multimediale di Brian Greene e David Henry Hwang, La consapevolezza delle ombre e Circoscienza messo in scena nell'atrio di Palazzo Ducale, e Il Viaggiatore Onirico, spettacolo di Emanuele Conte al Teatro di Sant'Agostino. Oltre alla conferenza-spettacolo Universo: Orizzonte Infinito di Giovanni Filocamo e Luca Caridà.
Il Festival è stato inoltre presente dal 2 al 7 luglio 2010 a Torino, per ESOF-European Science Open Forum 2010.
Le statistiche riportano: 200.000 presenze, 403 eventi in 70 luoghi e 432 ospiti.

### 2011 Centocinquanta e oltre
Il tema della nona edizione, che si è svolta dal 21 ottobre al 2 novembre 2011, è stata l'Unità, in occasione dei 150 anni dell'Unità d'Italia.
Fra i relatori: William Colglazier, consigliere per la scienza e la tecnologia, gli scienziati della NASA Waleed Abdalati e Joe Parrish, il provost del MIT Rafael Reif, il neuroscienziato Clifford Saron, l'informatico Michael Chorost, il saggista Evgenij Morozov, il fisico Stephen Hsu, l'antropologa Dean Falk, il biologo Donal Manahan, il biologo marino George Somero, gli scienziati spaziali Gordon Hurford e Gordon Emslie.
L'edizione ha previsto mostre che da cinque città sono confluite nel progetto 150 anni di Scienza, intitolate: Galileo, Portami al Festival!, Alcamo, Niaf ed EASE.
Fra gli eventi: le bombe nel sacco al Porto Antico, sino al collegamento tra Palazzo Ducale e il San Francisco Bay Area Science Festival. Il Massachusetts Institute of Technology ha partecipato al progetto L'Italia dov'è.
Secondo le statistiche, ci sono stati: 210.000 visitatori, 376 eventi in 77 luoghi e 366 ospiti.

### 2012 Immaginazione
La decima edizione del Festival della scienza, dal 25 ottobre al 4 novembre 2012, è stata dedicata al tema delle Immaginazione.
Tra gli eventi proposti: le mostre 100 anni con Alan Turing, Alfred Noack e l’immaginario collettivo di Staglieno!, Breathing Himalaya, Dall’idea all’invenzione, Europa a gravità zero, Fusion Expo, Il dono della massa, Italia del Futuro Preview, L’Officina di Vulcano. Lavoro, tecnologia, arte, Lo schiaffone di Higgs, Piazza Europa - la mostra, Semplice e complesso e Stregoni aristotelici e scienziati indigeni; i laboratori A.A.A. Coniglio Bianco cercasi, C’era una volta un virus... O forse no: costruiscilo tu!, Deep blue, I PROMISE (a better world), Immagini chi può!, La palestra della matematica XL, La percezione sonora tra conoscenza e immaginazione, Non siamo turisti per caso, Plastiquiz, Riciclolio e Una finestra sul cosmo; gli spettacoli Candelaio di Giordano Bruno, Dall’ambra all’elettrone, Il mio DNA incontra Facebook, Immaginare la scienza senza confini e M’illumino d’immaginazione.
Tra le conferenze: Il cervello ha un sesso? di Catherine Vidal; L’enigma quantistico della vita con Francesco De Martini; Dal conte Rumford alla gastronomia molecolare di Dario Bressanini; Bussando alle porte del cielo di Lisa Randall; Abbasso Euclide con Piergiorgio Odifreddi.
L’edizione si è chiusa con un’affluenza di 220.000 visite ai 390 eventi, con 406 ospiti, collocati in 75 location diverse.

### 2013 Bellezza

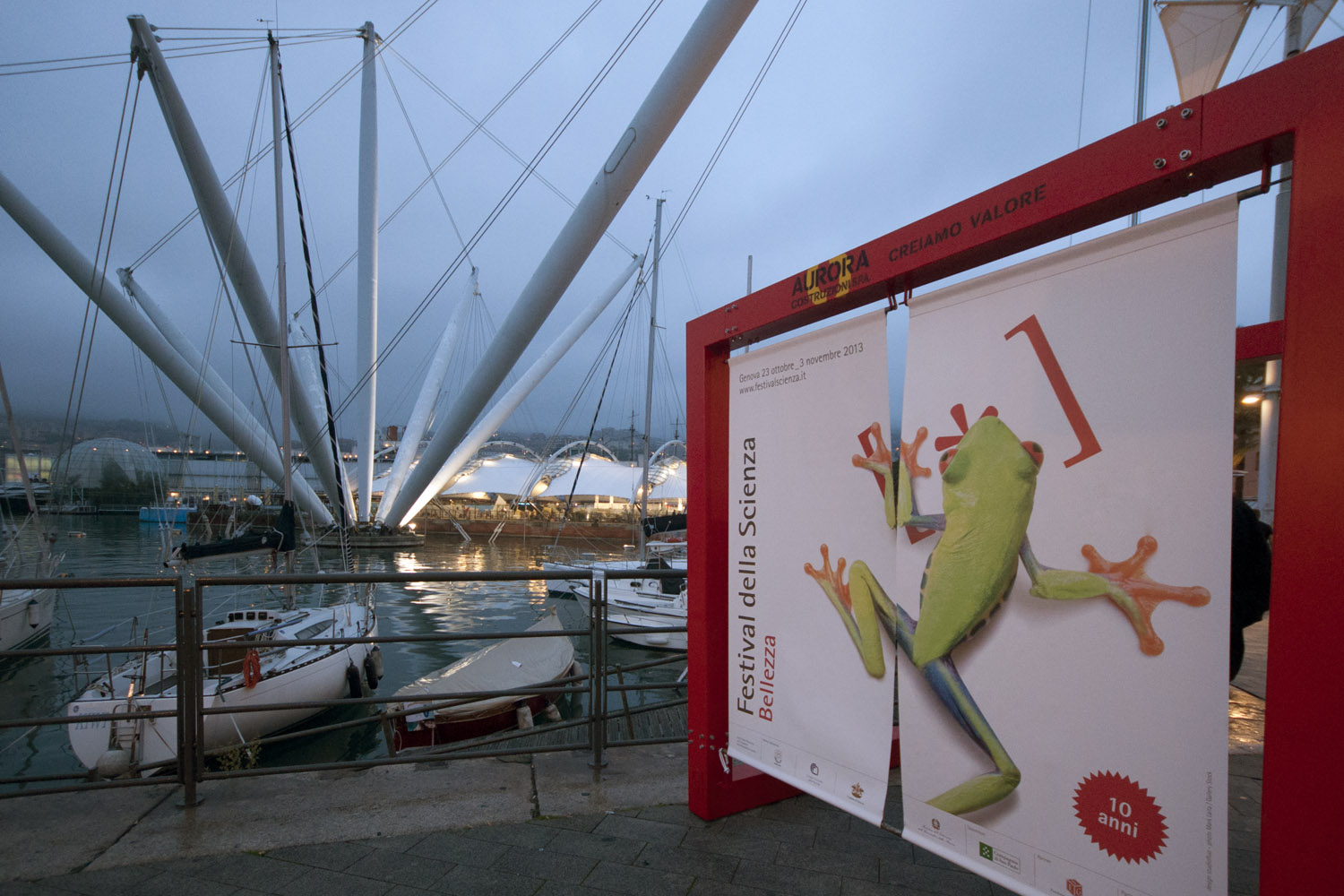
Manifesto del Festival 2013 e sullo sfondo il Bigo

L'undicesima edizione del Festival della Scienza, dal 23 ottobre al 3 novembre 2013, è stata dedicata al tema delle Bellezza.
Tra gli eventi proposti: le mostre Abissi svelati, Belli si diventa..., Esplorando la Terra, Fiat per la mobilità sostenibile, Il cubo nero, Indagando la bellezza, Le fonti, la vita e il lavoro e Una bellezza insolita; i laboratori Ah! Che bocca grande che hai!, A vele spiegate, Attrazione fatale, Chiare, fresche e dolci acque, La bellezza del dipinto che parla ai nostri sensi..., Passione per i venti e Tutto il cielo in una volta; gli spettacoli Antigone, Belle di notte, Bruno Pontecorvo: l’uomo e lo scienziato, Il compositore e il suo doppio e La bellezza e i suoi limiti.
Fra i relatori: La sopravvivenza del più bello di David Rothenberg; Dalla grafite al grafene con Kostya Novoselov, premio Nobel per la Fisica; Visita guidata ai confini dell’Universo di Robert Kirshner; La bellezza dell’arcobaleno umano con Nina Jablonski; L’enigma della Venere di Laussel con Alberto Cora e Anna Curir; La bellezza dell’astrofisica nella collaborazione tra Corea e Italia con Hyung Won Lee; Un mostro, la bellezza di Margherita Graglia e Luisa Stagi.
Il paese ospite di questa edizione: La Repubblica di Corea.
L’edizione si è chiusa con un’affluenza di 200.000 visite ai 354 eventi, con 346 ospiti, distribuiti in 77 luoghi.

### 2014 Tempo
La dodicesima edizione del Festival, dedicata al tema del Tempo, si è tenuta dal 24 ottobre al 2 novembre 2014.
Tra gli eventi: le mostre A che ora passa il mio autobus?, Beyond Science, European Space Expo, Il riscaldamento globale visto dallo spazio, La perfetta imperfezione dell’orologio biologico, Meet LHC, Out of sight, Presto con fuoco, Spillover; i laboratori A ciascuno il suo... ritmo, Carta-storie, Domande in viaggio, Giovani scienziati e la macchina del tempo, In viaggio tra le nuvole, Il tempo (e gli spazi) in architettura, L’isola dei fumosi lab, La fisica che svela il tempo, Mangiaparole, Nel blu dipinto di blu, Pixelsaico, Time Race, Un week end spaziale con Superman; gli spettacoli Il popolo migratore, L’epopea del gas e Planet Ocean.
Alcune delle conferenze in programma: Ricerca di base: è tempo di riflessioni con Serge Haroche, Premio Nobel per la Fisica; ERC: la "Champions League" della scienza europea con Jean Pierre Bourguignon, presidente dell’ERC, Fabrizio Nestola, Sriram Subramanian e Virginie Van Wassenhove; Il tempo prima del tempo del fisico Carlo Rovelli; Il tempo della materia fredda di Massimo Ignuscio, presidente dell’Istituto Nazionale di Ricerca Metrologica; Pandemie del giornalista e divulgatore David Quammen.
Il paese ospite di questa edizione: Francia.
Secondo le statistiche, sono state riscontrate 180.000 visite, 288 ospiti e 335 eventi distribuiti in 54 luoghi.

### 2015 Equilibrio
La tredicesima edizione del Festival della Scienza, tenutasi dal 22 ottobre al 1º novembre 2015, ha parlato di Equilibrio.
Tra gli eventi: le mostre Alberi in equilibrio; Biomimesi; Da pericoloso a inerte in 60 secondi!; Enrico Fermi; Equilibrium; Memorie di Equilibrio; Qui - De Ferrari; The Lost Colony; 2015: Ritorna al futuro!; i laboratori #feelgood alla scoperta dell’equilibrio; A scuola di equilibrio; Diversamente... equilibrati di natura; BalanChem; ConsapevolMente nel piatto; Kidseconomics; Sempre in piedi, mai in terra!; gli spettacoli 8558 Hack; Dialogo su una simmetria perduta; Light Mystery; Un equilibrio sopra la follia e Veloce e poi lento.
Tra le conferenze in programma: Equilibrio in assenza di gravità con la partecipazione di Roberta Pinotti, Ministro della Difesa, Stefania Giannini, Ministro dell'Istruzione, dell'Università e della Ricerca, Samantha Cristoforetti, Capitano dell'Aeronautica e astronauta dell'ESA, Luca Parmitano, Maggiore dell'Aeronautica, Manuela Arata e Vittorio Bo; Missione Rosetta di Andrea Accomazzo, Amalia Ercoli-Finzi e Cesare Barbieri; Il precario equilibrio dell’umanità del Premio Pulitzer Jared Diamond; L’adolescenza: l’età delle opportunità di Laurence Steinberg; L'oro nel piatto di Andrea Segrè; Fame, povertà, sostenibilità: la FAO all’opera di Peter Kenmore; Creare una cellula artificiale di Sheref Mansy; Ricerca di semplicità e unitarietà nella complessità della vita con Geoffrey West; Svelare il mistero dell’intelligenza con Tomaso Poggio, direttore del laboratorio di intelligenza artificiale del MIT di Boston.
In occasione dell'anno europeo per la cooperazione internazionale il festival ha invitato l'Organizzazione delle Nazioni Unite (ONU).
Dalle statistiche, l’edizione ha riscontrato: 180.000 presenze, 398 ospiti e 311 eventi distribuiti in 52 location.

### 2016 Segni
La quattordicesima edizione del Festival della Scienza, svoltasi dal 27 ottobre al 6 novembre 2016, ha parlato del tema dei Segni.
Tra gli eventi in programma: le mostre Alla ricerca dello Spinosauro, Colori profondi del Mediterraneo, Fattore S, I legumi nelle mani dei bambini, Il fagiolo è magico?, Il terremoto in... segni, L’architettura che lascia il segno, #Milionidipassi EXPERIENCE, Shared Sky; i laboratori A caccia di tracce, Astrokids - Segni dal Sole, Colpiti, ma non affondati!, Delfini e capodogli del nostro mare, Diamoci una mossa!, #GOODSIGN la musica lascia il segno, I macrosegni della salute, Il chirurgo sei tu!, Il linguaggio dei sensi, Lezione di chimica con delitto, Mi insegni dove finiscono le plastiche?, Plastica: istruzioni per l’uso e il riuso, Segni glaciali in Antartide; gli spettacoli Tutte le stelle del rock, La Scienza in valigia, Note di sabbia e Segni particolari: magica!.
Tra i relatori presenti: Viaggio dentro la mente di Piero Angela; Il vivente che si illumina: la proteina fluorescente verde di Martin Chalfie, premio Nobel per la Chimica 2008; Prove, segreti e computazione di Silvio Micali, vincitore del Turing Award 2013; Qual è la materia che riempie l'Universo? di Elena Aprile, ricercatrice alla Columbia University; Ciò che non possiamo sapere di Marcus Du Sautoy, professore di matematica ad Oxford.
Secondo le statistiche, l’edizione ha riportato: 200.000 presenze, 264 ospiti, 272 eventi in 69 luoghi.

### 2017 Contatti
La quindicesima edizione del Festival della Scienza, dedicata al tema dei Contatti, si è tenuta dal 26 ottobre al 5 novembre 2017.
Tra gli eventi: le mostre An Ocean Free Of Plastic, Cibo per gli Antenati, Fiori per gli Dèi, Futuro Express, Il labirinto di cristallo, L’Architettura che fa contatto: riattivazioni urbane, Materica, Volare; i laboratori A colpi di bit, Al di là delle parole, Contact! Nei panni di una cellula, Ditelo con la luce, Gli scienziati hanno stoffa da vendere!, L’eredità dei grandi viaggi, L’officina delle erbe, Plastic Contacts; gli spettacoli Cosmic Groove, Quando Spazio e Terra si incontrano e Contatti ravvicinati ma non troppo.
Tra le conferenze: Arte giapponese nel cuore di Genova di Donatella Failla; C’é vita nell spazio? di Rosalba Bonaccorsi; Contatti, contagi e vaccini di Roberto Burioni, Silvano Fuso e Giancarlo Icardi; Industria 4.0 di Lorenzo Basso, Marco Bucci, Mauro Fenzi, Matteo Lo Presti, Matteo Pardo e Marco Taisch; Il volo acrobatico di Filippo Barbero; La protezione e il miglioramento sismico del patrimonio culturale di Takayoshi Aoki, Luigi Bignami e Gian Marco De Felice; La vespa che fece il lavaggio del cervello al bruco di Matt Simon; Paganini e il Cannone: un contatto simbiotico di Alberto Giordano.
Le statistiche riportano: 200.000 visite, 273 eventi in 47 luoghi e 341 ospiti.

### 2018 Cambiamenti
La sedicesima edizione del Festival della Scienza, che si è tenuta dal 25 ottobre al 4 novembre 2018, ha trattato il tema dei Cambiamenti.
Tra gli eventi in programma: le mostre L’infinita curiosità, Diamo i numeri!, Aquae, Slam!, Centocinquanta modi di vedere, Il Pianeta dei cambiamenti; i laboratori I mostri nel tuo giardino, MARC, Shark e MiniShark, Viva la risoluzione!; gli spettacoli Matemagia! di Antonietta Mira e Raul Cremona; Martina Tremenda nello spazio presso il Teatro della Tosse.
Tra le conferenze: Matematica ottimale di Alessio Figalli, Medaglia Fields 2018; In chat con l’Universo di Elisa Resconi; Balle mortali di Roberto Burioni ed Enrico Mentana; Particelle accelerate e accolli vari di Giorgio Paolucci e Zerocalcare; Privacy digitale di Menny Barzilay; Ricette per il cambiamento di Chef Rubio; La nuova via della seta di Lucia Votano; Spade, denari e coppe: gli assi della big science di Marica Branchesi, Eugenio Coccia e Fernando Ferroni.
Tra gli eventi speciali: Oltre i limiti - Campioni paralimpici si raccontano di Francesco Bocciardo, Vittorio Podestà, Caterina Selleri.
Il paese ospite di questa edizione: Israele.
Secondo le statistiche, questa edizione ha riportato: 150.000 visite, 266 eventi distribuiti in 46 luoghi e 360 ospiti.

### 2019 Elementi
La diciassettesima edizione del Festival della Scienza, dedicata al tema degli Elementi, si è svolta dal 24 ottobre al 4 novembre 2019.
Tra gli eventi: le mostre La Luna. E Poi?, Art&Science: gli elementi della creatività, La scienza si fa bella, Siamo figli delle stelle, A spasso per Technoville, Terremoti: attenti agli elementi; i laboratori A cosa serve la Chimica?, Biomimetica: ispirati dalla natura!, Codinji: welcome to the coding jungle!, Earth in a bubble, GEN.ERATE, Sfida all’ultimo quanto!, Virus; gli spettacoli The Missing Nail, il docufilm e performance live di e con Peter Greenaway, e DNA, un’opera originale e inedita tra ricerca e musica di Telmo Pievani e i Deproducers.
Tra i relatori presenti: Intelligenza artificiale 2.0 di Lorenzo Rosasco; Clima: tempo scaduto! di Mario Tozzi e Lorenzo Baglioni; Con gli occhi della scienza di Felice Frankel; Baby Scienziati di Chris Ferrie; Un Universo di elementi di Carole Jackson; Cuore matematico di Alfio Quarteroni; Insetti, crimini e mummie di Stefano Vanin; Il tradimento dei numeri di David Hand.
Il paese ospite di questa edizione: Paesi Bassi.
Secondo le statistiche, ci sono state 210.000 visite, 280 eventi distrubuiti in 40 luoghi e 315 ospiti.

### 2020 Onde
La diciottesima edizione del Festival della Scienza, tenutasi dal 22 ottobre al 1º novembre 2020, ha trattato il tema delle Onde.
A causa dell'emergenza epidemiologica da Covid-19, è stata lanciata la piattaforma festivalscienza.online, su cui è possibile visionare ancora oggi molti contenuti del Festival.
Tre le conferenze di scienziati Premi Nobel: Svelare i segreti dell’Universo con i neutrini di Takaaki Kajita, Premio Nobel per la Fisica 2015; Il laser a luce estrema di Gérard Albert Mourou, Premio Nobel per la Fisica 2018; L’onda lunga di Barry Clark Barish, Premio Nobel per la Fisica 2017; Forme ottimali e motivi nella dinamica delle popolazioni di Susanna Terracini; Finitudine di Telmo Pievani; il ciclo L’onda covid: capire per reagire.
Tra gli eventi online disponibili in via straordinaria per le scuole: i digilab A caccia di spettri, Ascoltare una forma, I Pirati del Coding, Matematica a processo, Radio InOnda, Scienziate in azione e Turbolence; i digitour A tu per tu con Virgo, ECHO – Il linguaggio delle onde, HyQReal, Quando il Mediterraneo trema, Racconti dall’Orto botanico di Padova e Visitiamo il CMS; i digitalk Draghi sepolti, Donne e Scienza, Il giro del mondo in 80 esperimenti e La matematica di Google e Netflix.
Secondo le statistiche, ci sono stati 149 eventi e 247 ospiti.

### 2021 Mappe
La diciannovesima edizione del Festival della Scienza, che si è tenuta dal 21 ottobre al 1º novembre 2021, ha parlato di Mappe.
A causa delle restrizioni dovute dalla pandemia da Covid-19, il programma ha alternato eventi in presenza a eventi online.
Tra gli eventi in programma: le mostre Disegnare il pianeta, Intelligenti e artificiali e Cody maze astrofisico; i laboratori All'inferno... la fisica!, Coding con le fiabe, iCub - viaggio nella mente di un robot, La Via Lattea fra mito e realtà, Navigare tra i concetti e Seconda stella a destra; gli spettacoli Dante e la scienza moderna, Mappe di terra, mappe di cielo e Snooze.
Tra i relatori presenti in questa edizione: COVID-19: gestire, studiare e modellizzare una pandemia di Neil Ferguson, Alberto Mantovani e Paolo Vineis; Raggiungere le Stelle di Maggie Aderin-Pocock, cosmologa e comunicatrice scientifica; L’avventura di AMS di Roberto Battiston, Kenneth Bollweg, il premio Nobel Samuel Ting e Luca Parmitano; Armati di scienza di Elena Cattaneo, farmacologa e senatrice a vita.
Secondo le statistiche, questa edizione ha riportato: 120.000 presenze, 212 eventi, 350 ospiti e 34 luoghi.

### 2022 Linguaggi
La ventesima edizione del Festival della Scienza, dedicata al tema dei Linguaggi, si è svolta dal 20 ottobre al 1º novembre 2022.
Tra gli eventi proposti: le mostre Le Meraviglie della Scienza, Di computer, atomi e molecole, 10 anni di Comics&Science, The sound of science; i laboratori A caccia di sostanze, Codici e spionaggio industriale, Escape room: a cavallo di un fotone, Farma&co, La matematica degli egizi, La scienza nascosta in Crêuza de mä; gli spettacoli RoboPOP! e Il canto dell’albero.
Fra i relatori: Sfere: come impacchettarle e perché di Maryna Viazovska, matematica e medaglia Fields nel 2022; Lingue, azioni, regole: cosa ci dice il cervello? di Luciano Fadiga, Andrea Moro e Stefano Cappa; Enigmi per decifrare il mondo di Cumrun Vafa, premio Dirac 2008; L’immaginazione e la verità del mondo di Ariane Koek, ideatrice del programma Arts at CERN; Un vaccino per il mondo di Maria Elena Bottazzi, inventrice del vaccino Corbevax;
L’edizione si è chiusa con un’affluenza di 220.000 visite ai 239 eventi (dato più alto dal 2013), con 300 ospiti, collocati in 49 luoghi.

### 2023 Impronte
La ventunesima edizione del Festival della Scienza, che si è tenuta dal 26 ottobre al 5 novembre 2023, ha trattato il tema delle Impronte.
Tra gli eventi in programma: le mostre Antropocene, La Terra a ferro e fuoco, Reverse biology, RAISE, il villaggio dell’innovazione; i laboratori 3, 2, 1... Skin care!, Cyber Risk Escape Room, DeNicheliamo i pomodori, Gran Sasso Videogame, Il Memory delle particelle, Meet AI^2, Sali a bordo di Gaia Blu!; lo spettacolo Le cosmicomiche in occasione del centenario dalla nascita di Italo Calvino.
Tra i relatori presenti in questa edizione: La formula della creazione di Michelangelo Pistoletto; Cantiere fabbrica del mondo di Marco Paolini; La scienza dei cosmetici di Beatrice Mautino; Buchi neri e i loro segreti di Brian Cox; Il talento del cervello di Michela Matteoli; Ali oceaniche e piume lazzaro di Francesco Barberini; Oltre la rete, verso le stelle di Andrea Lucchetta con Vincenzo Schettini e Andrea Papa; Ci vuole un fisico bestiale di Vincenzo Schettini.
Secondo le statistiche, questa edizione ha riportato: 200.000 presenze, 239 eventi, 300 ospiti e 35 luoghi.

### 2024 Sfide
La ventiduesima edizione del Festival della Scienza, che si è tenuta dal 24 ottobre al 3 novembre 2024, è stata dedicata al tema delle Sfide. 
Tra gli eventi di questa edizione le mostre interattive Upgrade, Agorà ed EarthSKOPIO, i laboratori A caccia di fotoni gamma, Supercellule superspeciali, Che orecchie A.I.? e Astro-Tamagochi e gli spettacoli Allegro Bestiale (con Telmo Pievani e la Banda Osiris) e Rubik’s Hyde Show. Inoltre, giovedì 31 ottobre 2024 a Palazzo Ducale si è tenuta dal vivo una puntata di Caterpillar, programma di Rai Radio2 con Massimo Cirri, Sara Zambotti e Paolo Labati.
Tra gli incontri in programma Il battito della matematica di Alfio Quarteroni, Machina Sapiens con Nello Cristianini, Quanto è reale la matematica? con Eugenia Cheng, Il mistero del sonno con Valter Tucci, Intelligenza artificiale: realtà, miti, fiducia con Bertrand Braunschweig, Matematica non standard con Cristiana De Filippis, La sfida del possibile con Telmo Pievani, Un pianeta di virus con Carl Zimmer, Quantum ne sai? con Sara Marzella e Luca Perri, Il pulcino di Kant con Giorgio Vallortigara, Abissi con Jacopo Aguzzi, Cinzia Corinaldesi, Roberto Danovaro ed Emanuela Fanelli e Breve guida a un secolo di superconduttività con Andrey Varlamov.
I 248 eventi del Festival della Scienza 2024 si sono tenuti in 32 luoghi di Genova, coinvolgendo complessivamente 248 ospiti e registrando 200.000 presenze.

### 2025 Intrecci
La ventitreesima edizione del Festival della Scienza si terrà dal 23 ottobre al 2 novembre 2025 e avrà come parola chiave Intrecci.

## Galleria d'immagini

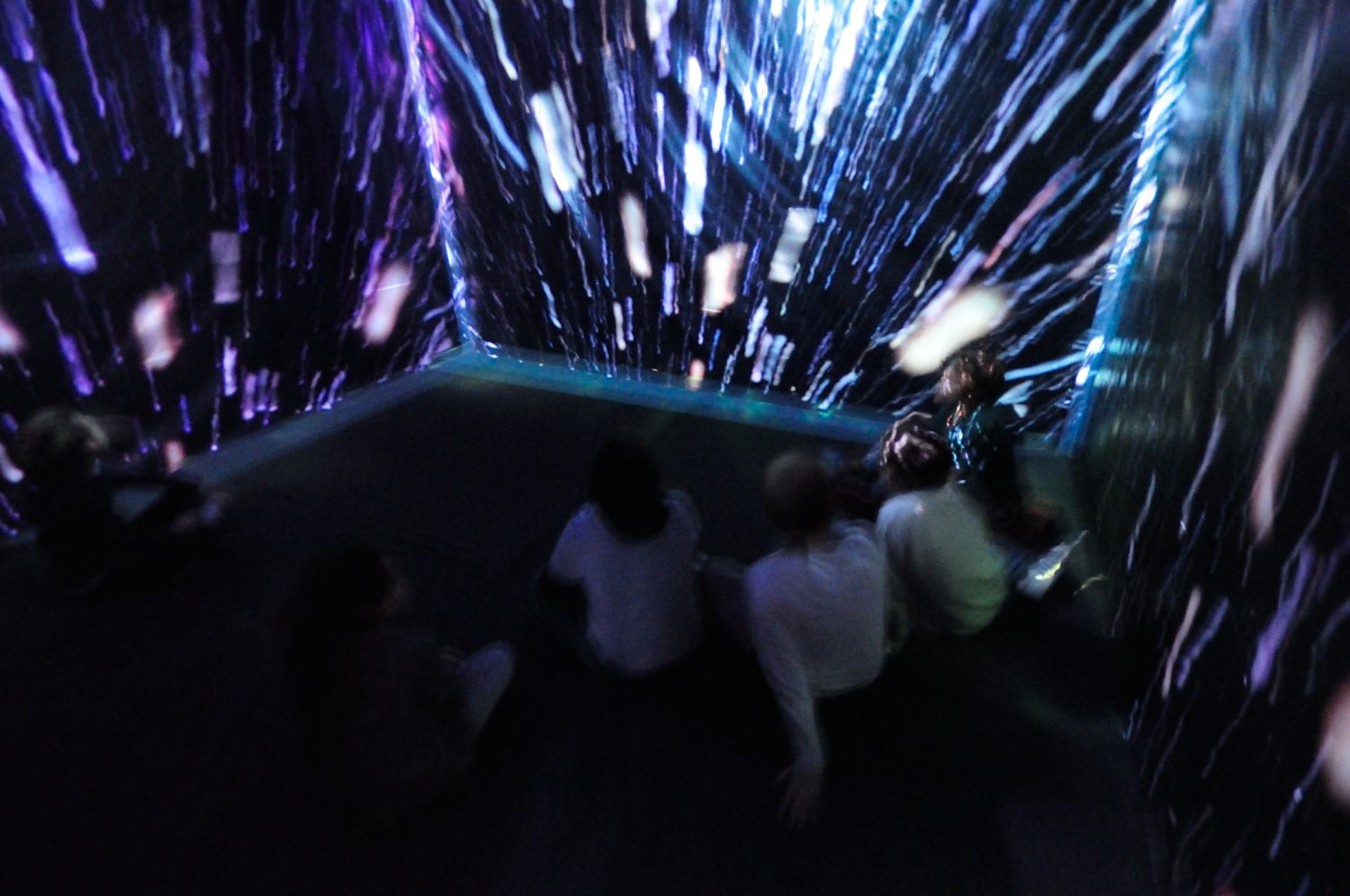
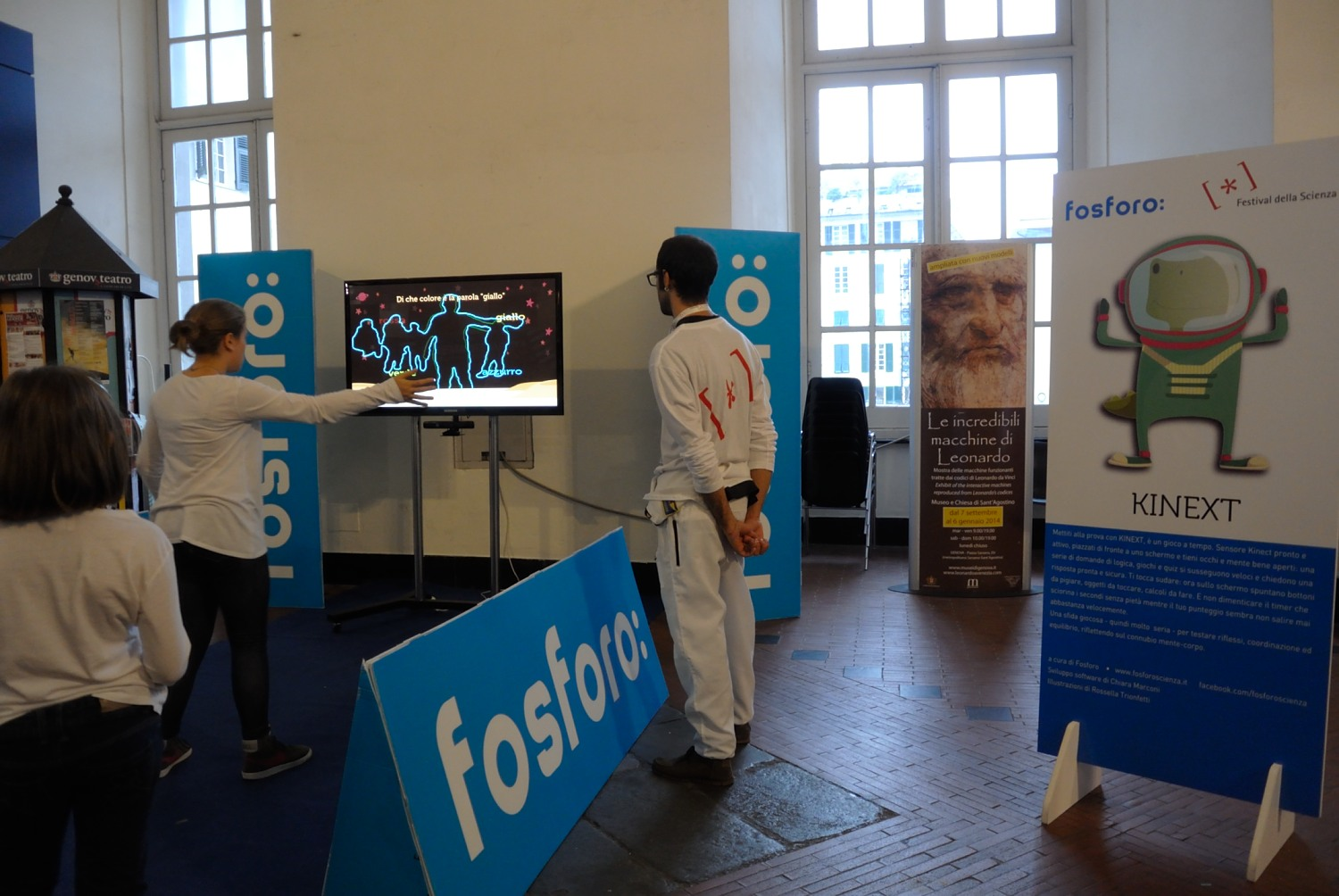
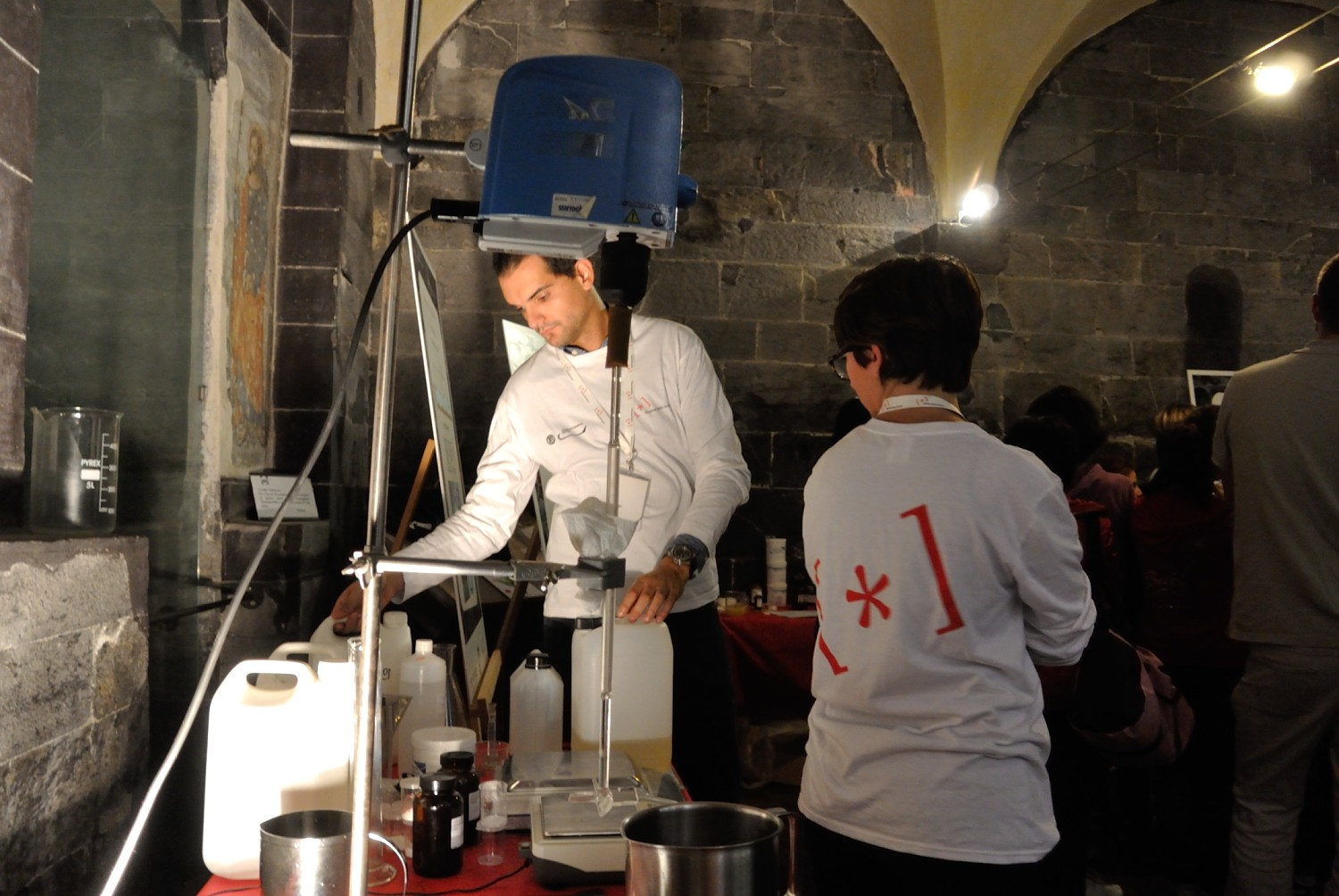
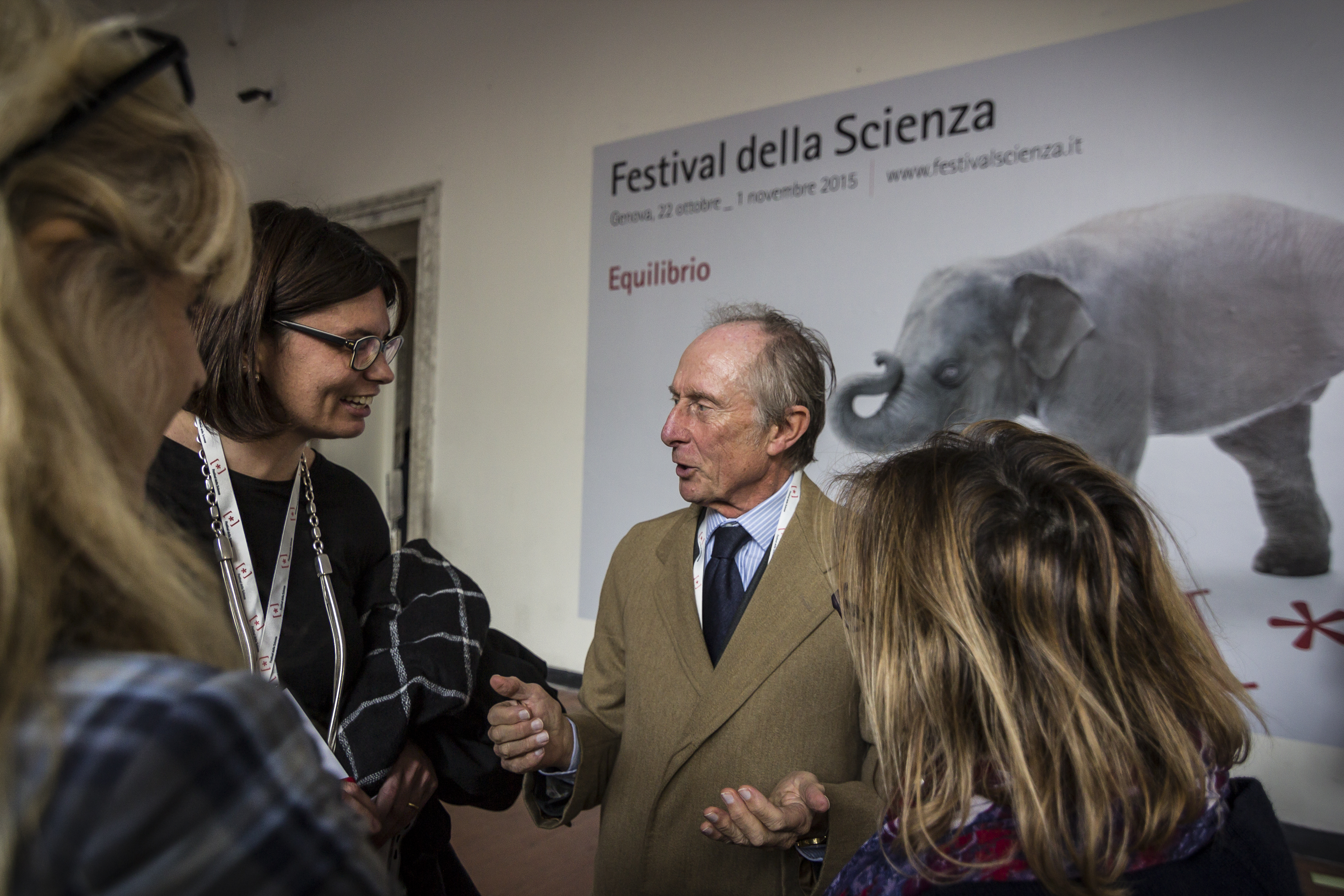
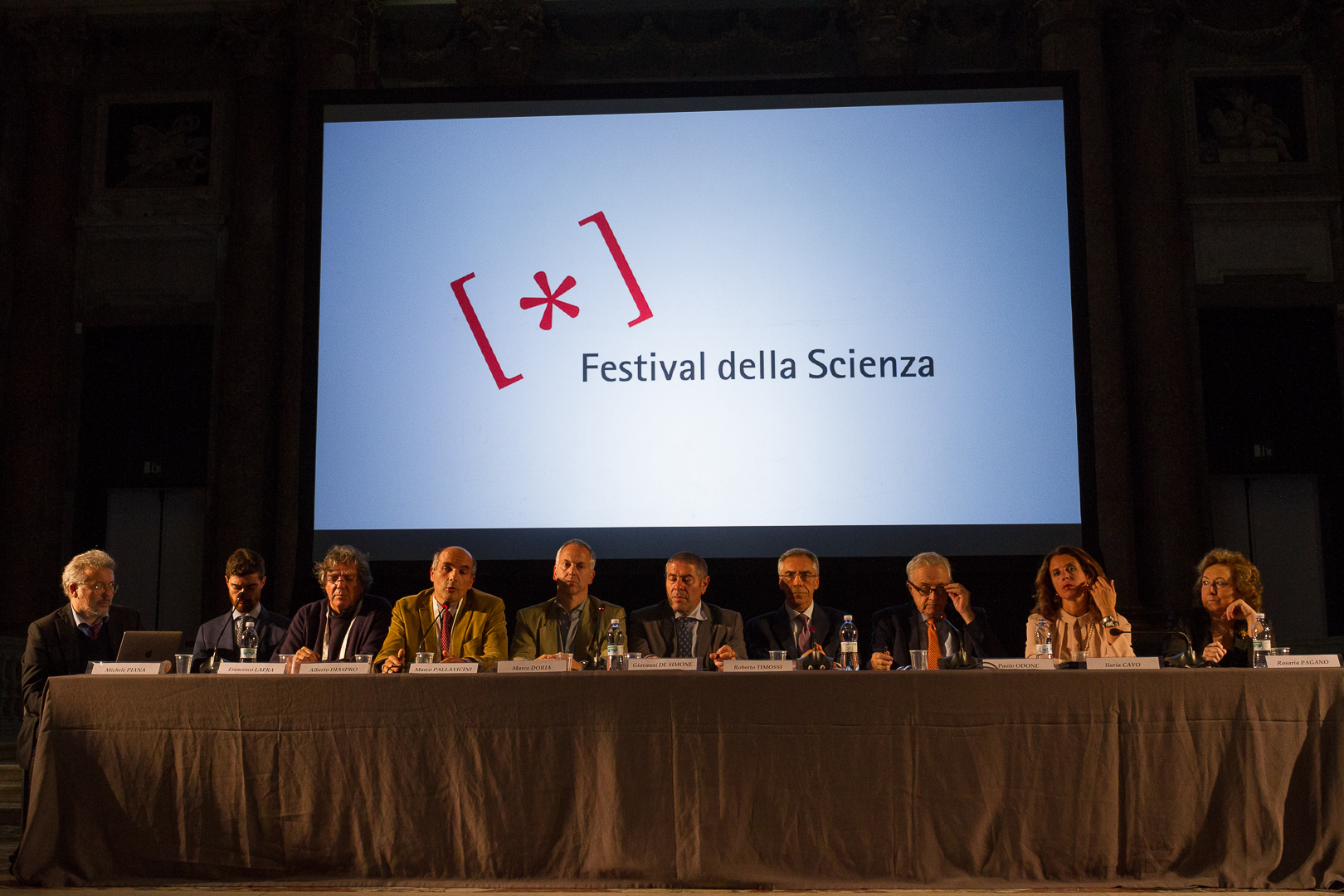
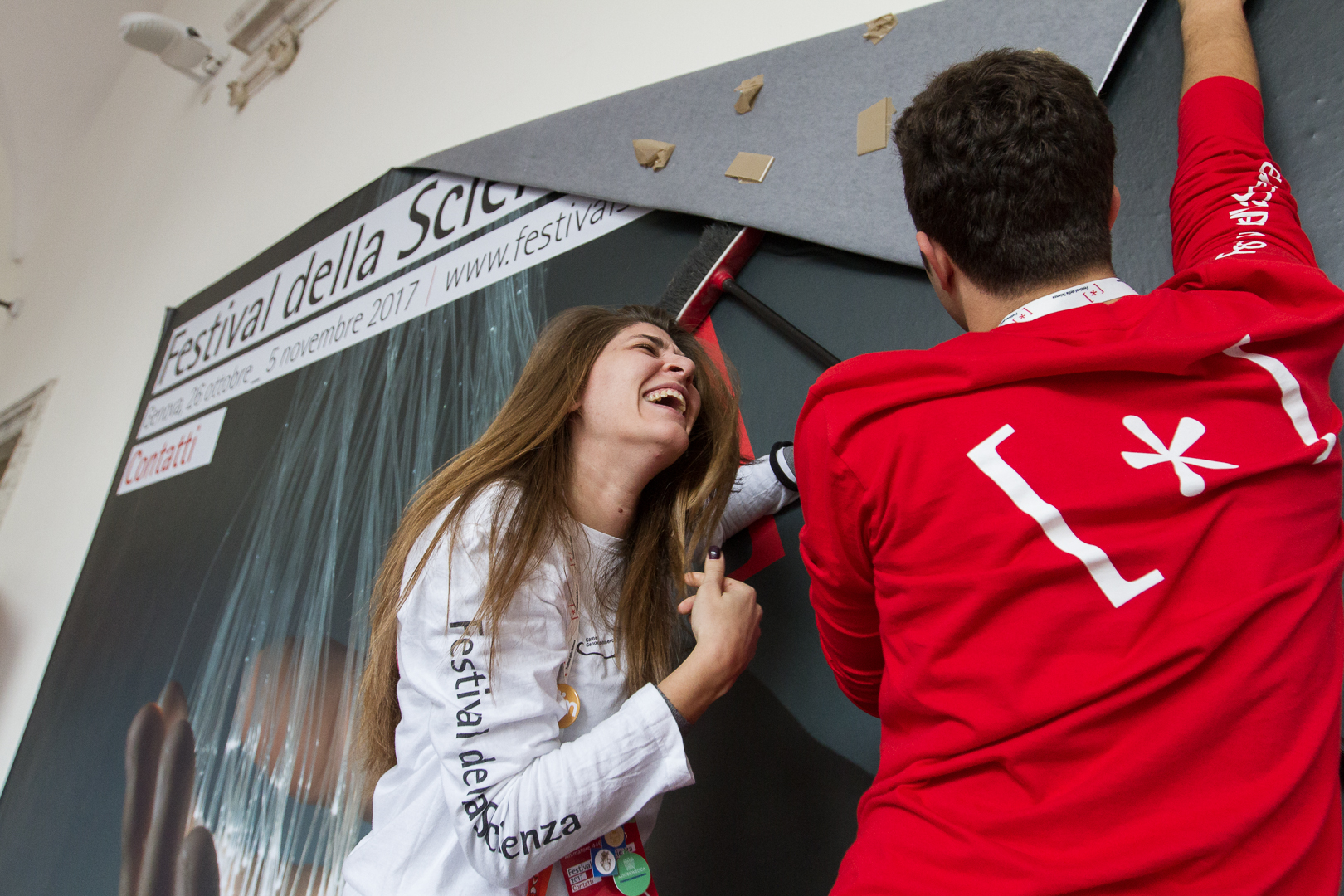
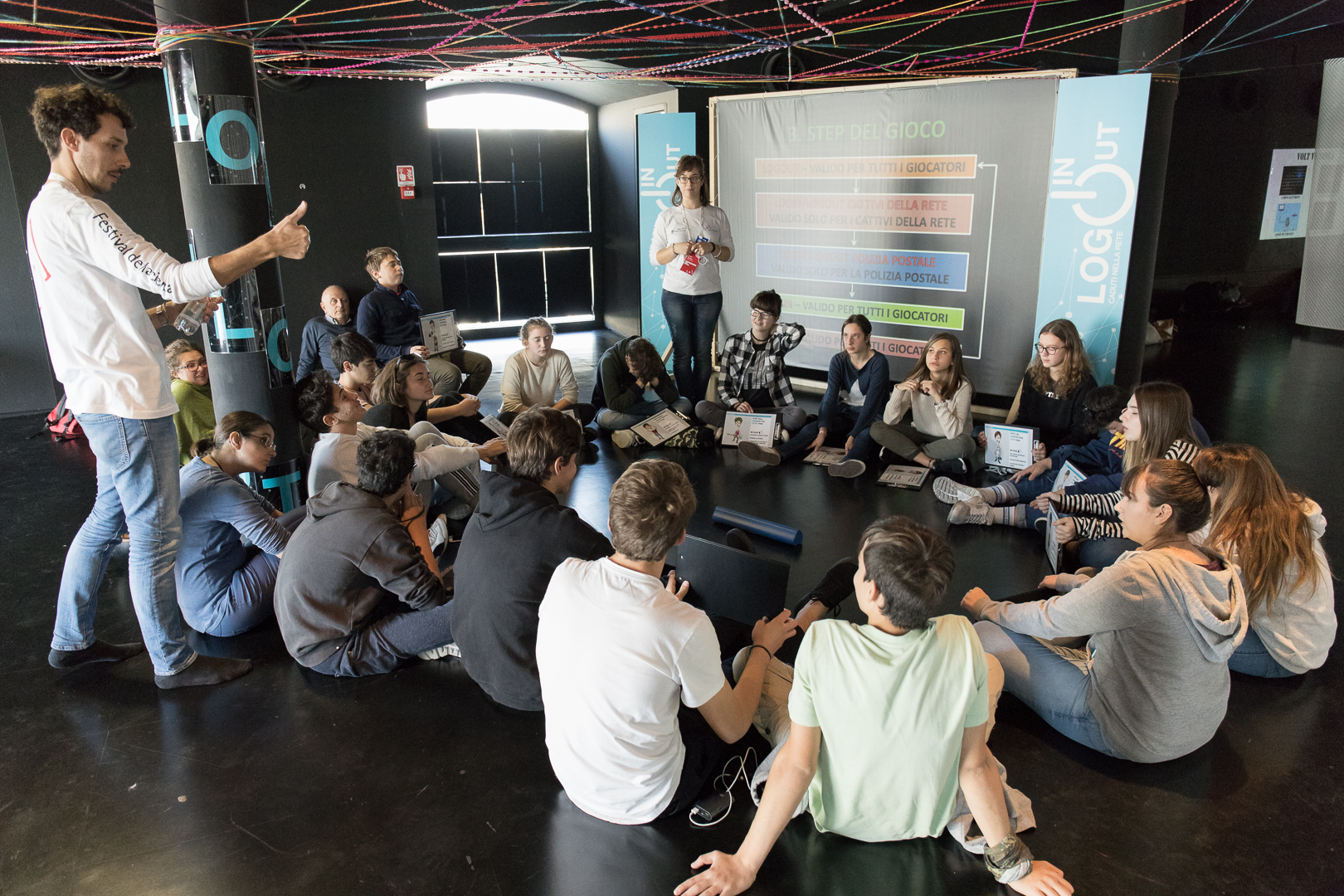
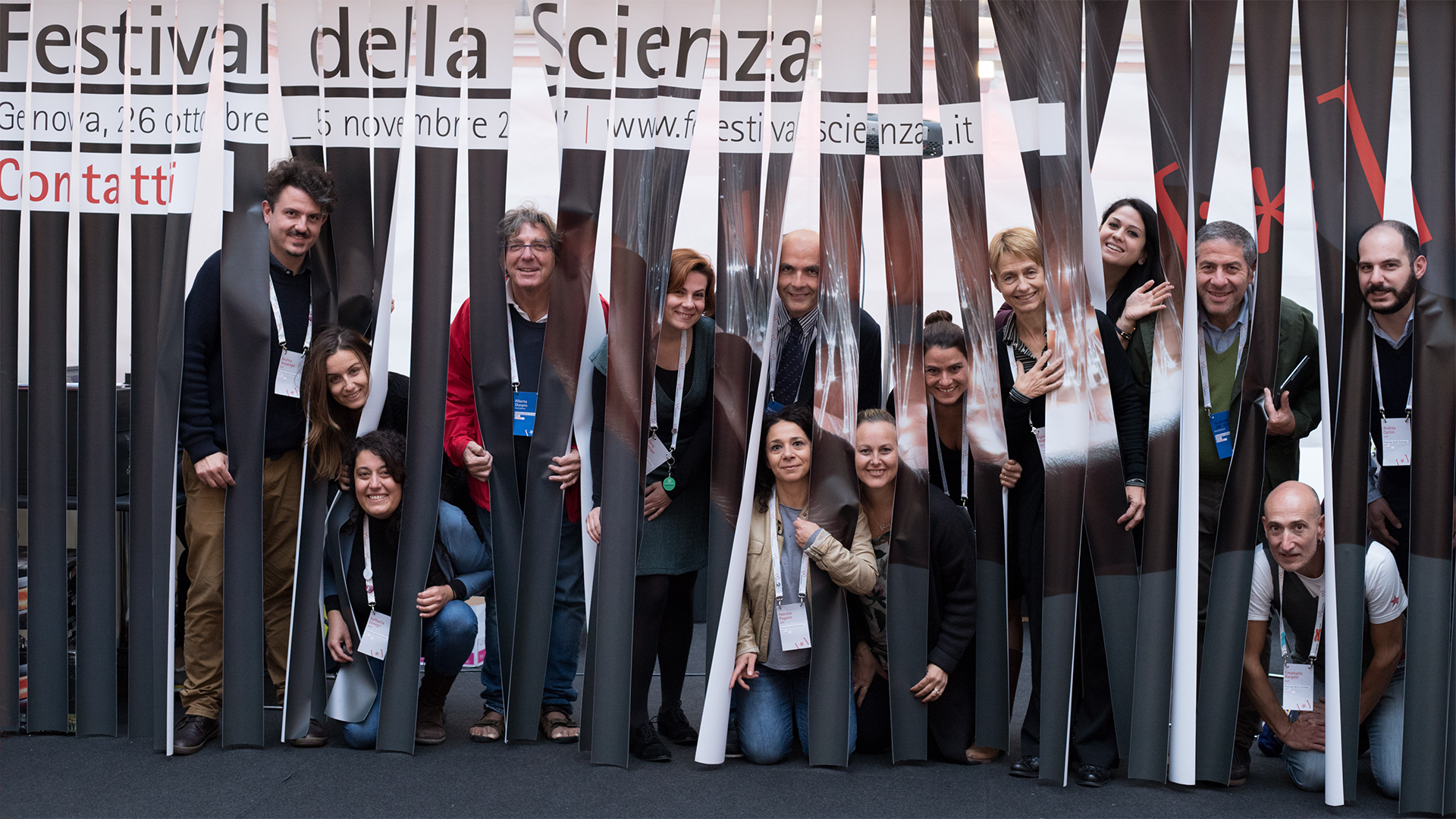
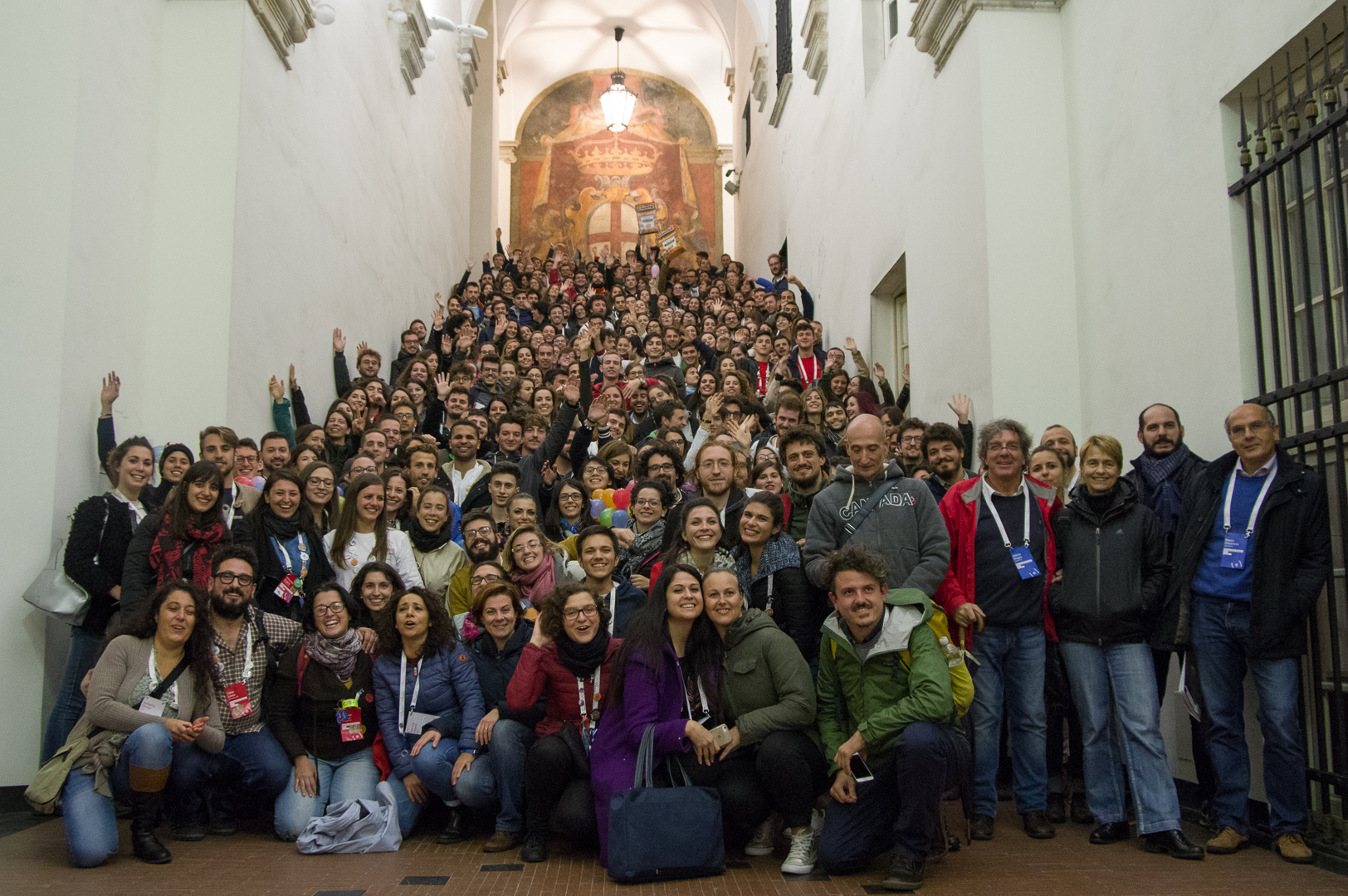
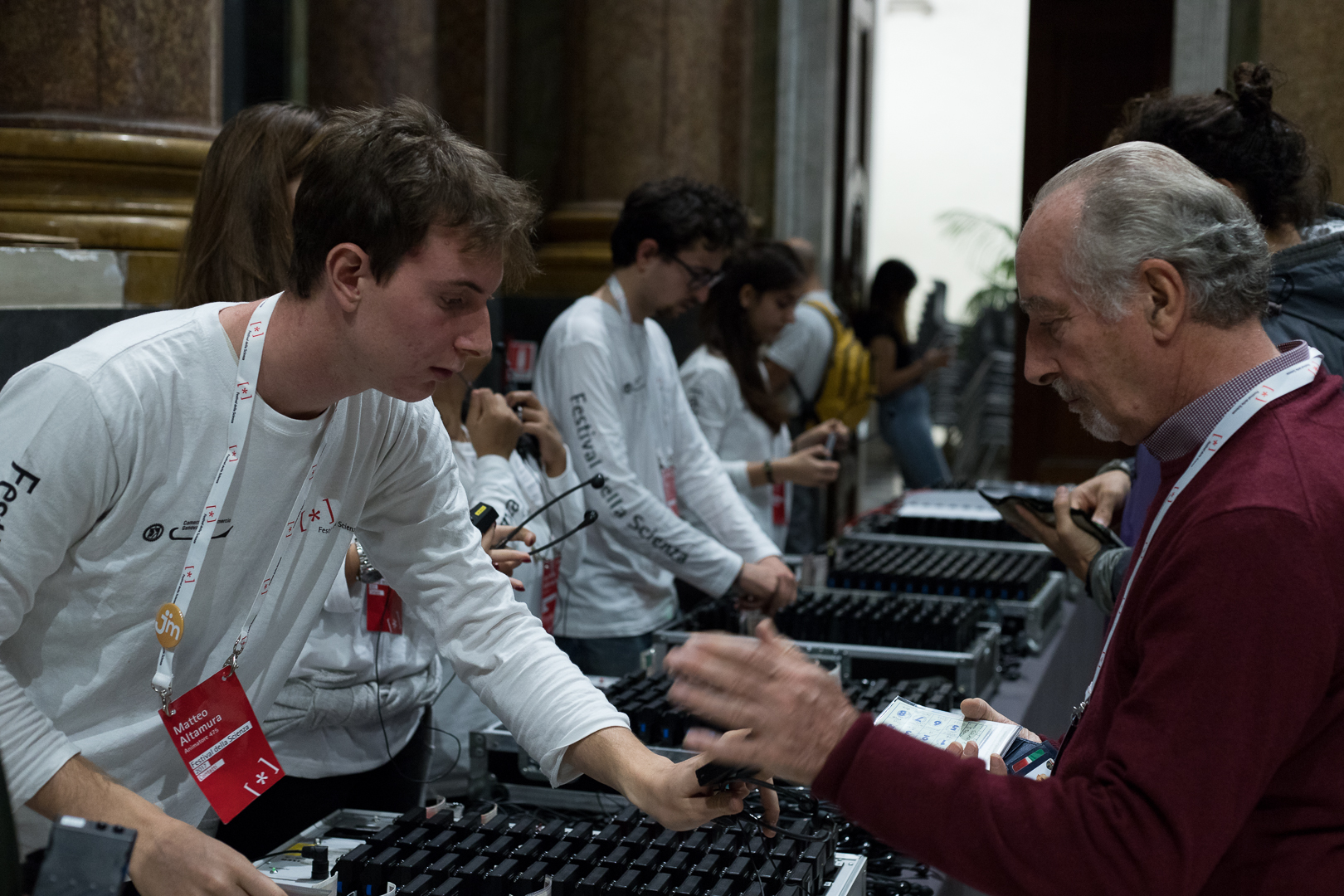

## Statistiche
| Anno | Parola Chiave | Presenze | Eventi | Ospiti | Luoghi      |
| ---- | ------------- | -------- | ------ | ------ | ----------- |
| 2003 | Oltre         | 136.000  | 180    | 180    | 45          |
| 2004 | Esplorazione  | 165.000  | 250    | 212    | 44          |
| 2005 | Frontiere     | 216.000  | 250    | 300    | 73          |
| 2006 | Scoperta      | 250.000  | 350    | 356    | 90          |
| 2007 | Curiosità     | 250.000  | 500    | 343    | 100         |
| 2008 | Diversità     | 250.000  | 400    | 339    | 68          |
| 2009 | Futuro        | 200.000  | 417    | 379    | 65          |
| 2010 | Orizzonti     | 200.000  | 403    | 432    | 70          |
| 2011 | 150 e oltre   | 200.000  | 376    | 366    | 77          |
| 2012 | Immaginazione | 220.000  | 390    | 406    | 75          |
| 2013 | Bellezza      | 200.000  | 354    | 346    | 77          |
| 2014 | Tempo         | 180.000  | 335    | 288    | 54          |
| 2015 | Equilibrio    | 180.000  | 311    | 398    | 52          |
| 2016 | Segni         | 200.000  | 272    | 264    | 69          |
| 2017 | Contatti      | 200.000  | 273    | 341    | 47          |
| 2018 | Cambiamenti   | 150.000  | 266    | 360    | 46          |
| 2019 | Elementi      | 210.000  | 280    | 315    | 40          |
| 2020 | Onde          | n.d.     | 149    | 247    | solo online |
| 2021 | Mappe         | 120.000  | 212    | 350    | 34          |
| 2022 | Linguaggi     | 220.000  | 300    | 424    | 49          |
| 2023 | Impronte      | 200.000  | 239    | 300    | 35          |
| 2024 | Sfide         | 200.000  | 248    | 280    | 32          |